# Central nuclear de Cruas
La Central nuclear de Cruas-Meysse ( en francés: Centrale nucléaire de Cruas-Meysse ) es una planta de energía nuclear ubicada entre las comunas francesas de Cruas y Meysse, departamento de Ardèche, junto al río Ródano. Apenas 35 km al norte se encuentra la Central nuclear de Tricastin, cerca de la localidad de Montélimar. La planta alberga 4 reactores de agua a presión (PWR) de 900 MW cada uno, sumando un total de 3600 MW. La construcción comenzó en 1978 y los reactores se instalaron entre 1983 y 1984. Produce alrededor del 4,5 % de la energía total que se consume en Francia, aproximadamente el 40% del consumo de la región de Auvernia-Ródano-Alpes, y emplea a unos 1.200 trabajadores en un total de 148 hectáreas de terreno. Para refrigerar los rectores se emplea el agua del río Ródano.

## Incidentes
A comienzos de 2004, varios análisis de rutina detectaron la presencia de tritio en las capas freáticas del subsuelo, como en el agua de otros ríos que tienen plantas nucleares.
El 1 de diciembre de 2009, el reactor 4 se detuvo después de que la vegetación bloqueara la entrada del sistema de refrigeración. La Autoridad de seguridad nuclear (ASN) clasificó el incidente como de nivel 2 en la Escala Internacional de Sucesos Nucleares.
El 5 de diciembre de 2011, dos activistas antinucleares se introdujeron en el perímetro de la planta de Cruas sin ser detectados durante más de 14 horas, mientras publicaban videos de su actividad en Internet.
Un terremoto de 4,8 grados en la escala Richter habido en la región de Ardeche el 11 de noviembre de 2019 supuso la detención de la producción eléctrica para permitir a EDF la verificación de todos los equipos de la planta. Este período fuera de línea significó que no se cumpliera con la producción anual de energía eléctrica estimada.

## Mural

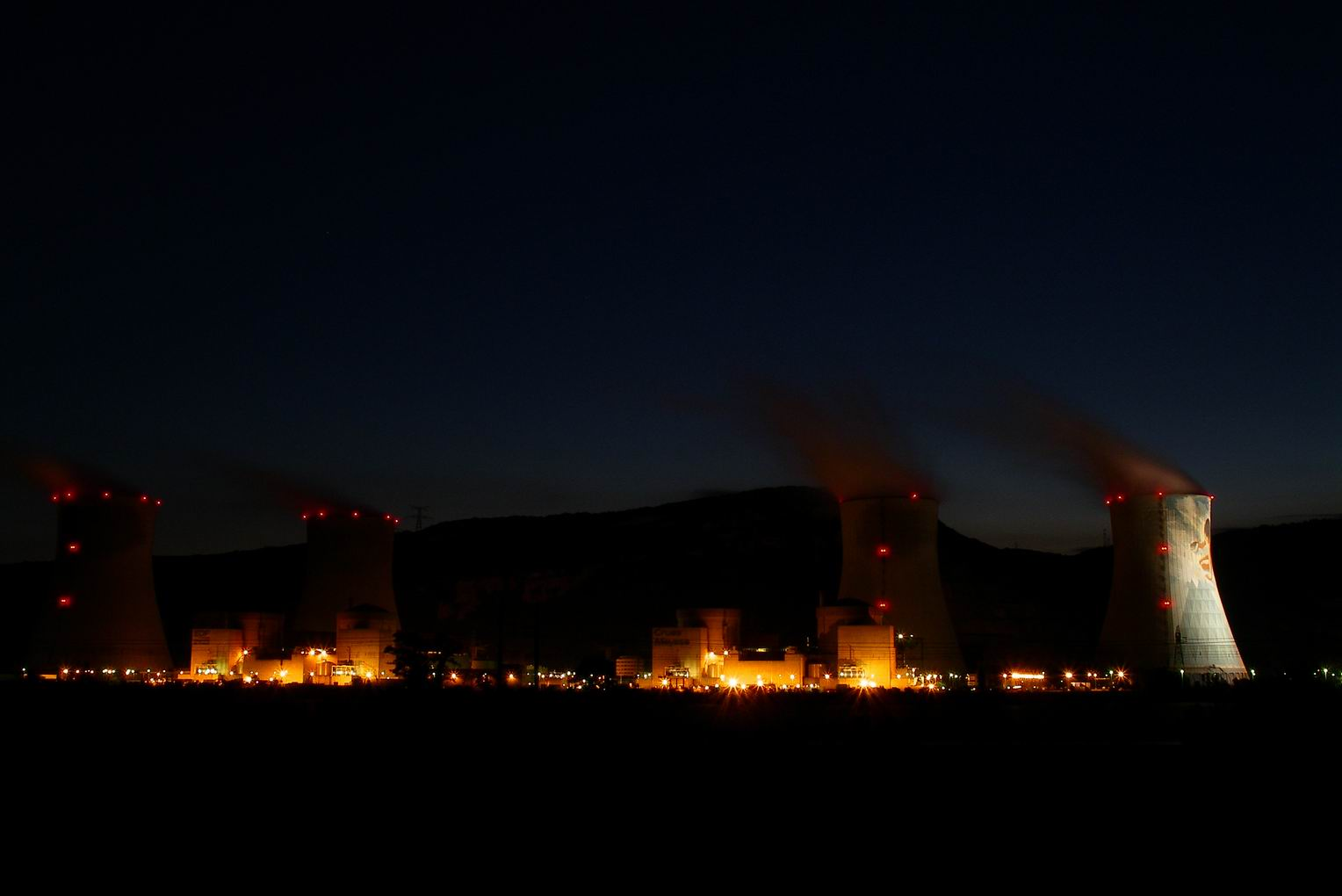
Mural de la torre de enfriamiento a la derecha. Ilustración de Jean-Marie Pierret

En 1991, los propietarios de la planta llevaron a cabo una experiencia novedosa, pintar un mural sobre las torres de refrigeración. El dibujo se centró en el tema de la ecología. El autor del mural fue el artista Jean-Marie Pierret, al que ayudaron nueve montañeros para poder pintar una de las torres de refrigeración. La pintura refleja los conceptos básicos de agua y aire y se titula Acuario. Fue presentada en diciembre de 1991. Tomó 8.000 horas de trabajo y 4000 litros (1056,7 galAm) de pintura para completar el proyecto.